# Sukahar
Sukahar – indonezyjski zapaśnik w stylu wolnym.
Brązowy medalista igrzysk Azji Południowo-Wschodniej w 1997 roku. Drugi w Pucharze Azji i Oceanii w 1993 roku.